# Keith Rowley
Keith Rowley (24 de outubro de 1949) foi primeiro-ministro de Trinidad e Tobago, estando no cargo de 9 de setembro de 2015 a 17 de março de 2025. 